# Семак, Александр Владимирович
Александр Владимирович Сема́к (род. 11 февраля 1966, Уфа) — советский и российский хоккеист, центральный нападающий, заслуженный мастер спорта СССР (1990), чемпион мира 1990 года. Депутат Государственного Собрания — Курултая Республики Башкортостан 5-го созыва.

## Карьера
Воспитанник уфимской хоккейной школы «Салават Юлаев» (тренеры А. Н. Емелин, В. И. Воробьёв).
В чемпионатах СССР выступал за команды «Салават Юлаев» (Уфа) и «Динамо» (Москва).
В 1988 году Семак был выбран «Нью-Джерси Девилз» под 207-м номером драфта, но играть за эту команду он смог только после распада СССР, в 1991 году. За 6 сезонов в НХЛ провёл 289 матчей, в которых забил 83 шайбы и сделал 91 результативную передачу. Кроме «Дьяволов», поиграл ещё за «Тампа Бэй Лайтнинг», «Нью-Йорк Айлендерс» и «Ванкувер Кэнакс».

## Спортивные достижения
- Чемпион мира 1990 года в Швейцарии в составе сборной СССР
- Серебряный призёр чемпионата мира по хоккею 1987 года в Австрии
- Бронзовый призёр чемпионата мира по хоккею 1991 года в Финляндии
- Серебряный призёр Кубка Канады 1987 года
- Чемпион СССР 1990 и 1991 годов в составе московского «Динамо», бронзовый призёр 1988 года.
- Полуфиналист Кубка Стэнли 1994 года в составе «Нью-Джерси Девилз».
- Победитель Всемирной Универсиады (1987).

## Тренер
С 2009 года возглавлял клуб МХЛ «Толпар» (Уфа). В сезоне 2009—2010 «Толпар» выиграл бронзовые медали первого чемпионата Молодёжной хоккейной лиги. В следующем сезоне команда повторила свой результат.

### Тренерская карьера
- 26 ноября 2005 — 31 декабря 2005 года: тренер ХК МВД (Тверь)
- 1 января 2006 года — 16 мая 2006 года: тренер ХК МВД (Подольск)
- 28 сентября 2006 — 8 октября 2007 года: главный тренер ХК «Крылья Советов-2» (Москва)
- 8 октября 2007 — 10 декабря 2007 года: старший тренер ХК «Крылья Советов» (Москва)
- 10 декабря 2007 года — 22 октября 2008 года: тренер ХК «Крылья Советов» (Москва)
- 22 октября 2008 года — 13 ноября 2008 года: и. о. главного тренера ХК «Крылья Советов» (Москва)
- 13 ноября 2008 года — 24 ноября 2008 года: старший тренер ХК «Крылья Советов» (Москва)
- 24 ноября 2008 года — 15 мая 2009 года: тренер ХК «Крылья Советов» (Москва)
- 15 мая 2009 года — 30 апреля 2013: главный тренер ХК «Толпар» (Уфа)

### Статистика (главный тренер)
Последнее обновление: 11 мая 2013 года
| Команда | Турнир-сезон | Регулярный сезон | Регулярный сезон | Регулярный сезон | Регулярный сезон | Регулярный сезон | Регулярный сезон | Регулярный сезон | Регулярный сезон | Плей-офф | Плей-офф | Плей-офф       |
| Команда | Турнир-сезон | И                | В                | ВО/ВБ            | Н                | ПО/ПБ            | П                | О                | Результат        | В        | П        | Результат      |
| ------- | ------------ | ---------------- | ---------------- | ---------------- | ---------------- | ---------------- | ---------------- | ---------------- | ---------------- | -------- | -------- | -------------- |
| Толпар  | МХЛ 2011-12  | 60               | 33               | 7                | -                | 3                | 17               | 116              | 2-е в Дивизионе  | 0        | 3        | уступили в 1/8 |
| Толпар  | МХЛ 2012-13  | 60               | 29               | 4                | -                | 6                | 21               | 101              | 7-е на Востоке   | 3        | 3        | уступили в 1/4 |

## Административная карьера
- Заместитель председателя Комитета Государственного Собрания — Курултая Республики Башкортостан по образованию, культуре, спорту и молодёжной политике с 2013 года.
- С 7 марта 2015 года — генеральный директор ХК «Салават Юлаев» (Уфа).

20 февраля 2016 года переведён с поста генерального директора клуба на должность заместителя генерального директора ХК «Салават Юлаев» по спортивной работе без руководящих полномочий.